# گرگانج
| گُرگانج               | گُرگانج      |
| -------------------- | ----------- |
|                      |             |
| اطلاعات              |             |
| کشور :               | ازبکستان    |
| استان :              | خوارزم      |
| جمعیت :              | ۱۳۹٬۱۰۰ نفر |
| ارتفاع از سطح دریا : | ۹۱ متر      |
| پیش‌شماره تلفنی :     |             |
| وب‌گاه :              |             |

گُرگانْج (اورگَنج — جُرجانیّه) (ازبکی: Urganch, Урганч) شهری در ازبکستان، مرکز استان خوارزم و در نزدیکی مرز ترکمنستان است.
گرگانج در کنار رودخانهٔ آمودریا و آبراه شَوَت (Shavat) قرار دارد. در میانهٔ سدهٔ ۱۷ میلادی ساکنان شهر باستانی گرگانج در نزدیکی کهنه‌گرگانج در ترکمنستان کنونی که در ۱۳۰ کیلومتری شمال غربی گرگانج کنونی است؛ به دلیل کمبود آب به این محل کوچیدند و شهر کنونی گرگانج را تأسیس کردند. گرگانج پیش از این یکی از مراکز بازرگانی خانات خیوه بوده‌است و اکنون دارای صنایع سبک، تئاتر موزیکال و درام می‌باشد.
این شهر در زمان حمله مغول، پایتخت سلسله خوارزمشاهیانِ ایران بود و سرانجام بعد از مقاومت بسیار، بدست مغولان افتاد و با خاک یکسان شد. مغولان برای اینکه تسخیر این شهر هزینه و تلفات زیادی برایشان داشت، این شهر را کاملا نابود کرده و به آب بستند.